# Eulepethidae
Eulepethidae é uma família que insere-se dentro da subordem Aphroditiformia, sendo assim um grupo que reúne poliquetas escamosos. Esse grupo foi descrito inicialmente por Chamberlin em 1919 . 60,9% de seus indivíduos descritos foram encontrados nos Estados Unidos, seguido pela Austrália com 10,7% . É encontrado no ambiente marinho.
A família apresenta 6 gêneros , são eles: 
• Eulepethus -  Chamberlin, 1919 
• Grubeulepis Pettibone, 1969 
• Lamelleulepethus Pettibone, 1986  
• Pareulepis Darboux, 1900 
• Proeulepethus Pettibone, 1986 
• Mexieulepis Rioja, 1962 

## Distribuição
As poucas espécies de organismos pertencentes à família Eulepethidae se distribuem desde águas intersticiais até aproximadamente 800m de profundidade. Geograficamente, Eulepethidae está espalhada por diversas áreas do globo, entre elas o Oceano Índico, Mar Vermelho, Atlântico Leste (costa africana), Atlântico Oeste (Flórida, Panamá, Bermuda etc.), Mar Adriático e em porções do Oceano Pacífico (Golfo da Califórnia até o Equador) , tipicamente em latitudes equatoriais . O seu comportamento escavador faz com que sejam encontrados escondidos na areia, lama, lodo, em corais e conchas. Podem ainda se associar com outros poliquetas, numa relação de comensalismo .

## Morfologia
Organismos da família Eulepethidae são caracterizados por possuírem corpos achatados, prostômio globular, élitros se distribuindo por todos os segmentos posteriores; alternando com cirros dorsais nos segmentos anteriores. Apresentam três antenas e quatro mandíbulas; todas as quetas simples . Os 12 pares de élitros da porção anterior do corpo se localizam nos segmentos  2, 4, 5, 7, 9, 11, 13, 15, 17,19, 21 e 24. Ao longo do corpo, os élitros se tornam maiores e mais alongados, ou seja, o 20° par de élitros é maior que o 10°, por exemplo. As superfícies destas escamas normalmente não apresentam ornamentações, sendo na maioria das vezes lisas. No entanto, as suas bordas podem apresentar um aspecto franjado. Os elitróforos são grandes e possuem formato cilíndrico . Além disso, a presença de brânquias (tubérculos dorsais modificados) ocorre nos segmentos  8, 10, 12, 14, 16, 18, 20, 22, 23, 25, no caso de 10 pares; 26, no caso de 11 pares; 27, no caso de 12 pares ou 28, no caso de 13 pares, ou seja, brânquias estão presentes nos segmentos não elitrígeros . Esta família apresenta caracteres apomórficos que permitem sua distinção, são eles: presença de cirros dorsais no terceiro e sexto segmentos (algo não visto nas outras famílias), mandíbulas quitinosas com formato de placa, notoqueta simples sub espatulada, neuroqueta simples limbada. Acícula do neuropódio com formato de martelo na porção mais distal , acícula do notopódio com formato de gancho. Outros caracteres, homoplásticos, podem ainda ser usados na identificação deste táxon, por exemplo a ausência de tubérculos dorsais, presença de brânquias, presença de notoqueta geniculada e a ausência de serrilhamento na neuroqueta .

## Filogenia
Eulepethidae é caracterizada por ser uma das famílias menos diversas dentro de Aphroditiformia, com apenas 6 gêneros e um total de 23 espécies identificadas até 2018 . O gênero com maior número de espécies é Grubeulepis, com um total de 11 espécies . 

|  | Eulepethus                                                  |
|  |                                                             |
|  | \| \| Grubeulepis \| \| \| \| \| \| Mexieulepis \| \| \| \| |
|  |                                                             |
|  | Grubeulepis                                                 |
|  |                                                             |
|  | Mexieulepis                                                 |
|  |                                                             |

|  | Grubeulepis |
|  |             |
|  | Mexieulepis |
|  |             |

Baseada em Zhang(2017) 
Eulepethidae já foi considerada parte de uma tricotomia com Aphroditidae e um clado formado pelas demais famílias de Aphroditiformia. No entanto, tem-se hoje bem sustentado que Eulepethidae é o grupo mais basal da filogenia de Aphroditiformia, seguido por Aphroditidae, e então pelos demais grupos. Apesar de atualmente ser certo que Eulepethidae é a base da filogenia, é importante pontuar que há uma sub representação de dados desse grupo nas análises sistemáticas da subordem .